# Amityville
Amityville ist ein zirka 10.000 Einwohner zählender Ort auf Long Island in der Town of Babylon (Suffolk County, New York) in den Vereinigten Staaten.

## Amityville Horror

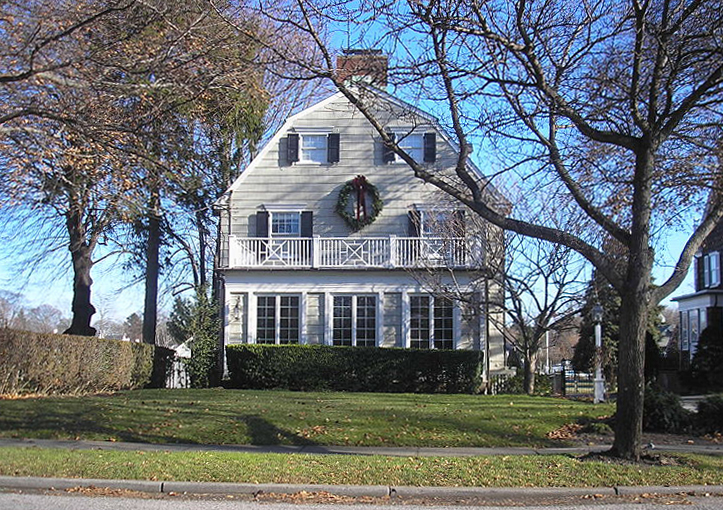
Das Amityville Horror-Haus im Dezember 2005

The Amityville Horror ist eine Novelle von Jay Anson aus dem Jahre 1977, deren Handlung in diesem Ort spielt. Das Buch wurde mehrfach verfilmt, unter anderem in The Amityville Horror von 1979. Die Ortschaft ist heute gerade wegen dieser Horrorfilme weltweit bekannt.
Die Novelle fußt auf einer wahren Begebenheit, bei der im November 1974 Ronald DeFeo sechs Familienmitglieder im Haus der Familie erschossen hat – das Haus steht in der Ocean Avenue 112 in Amityville. Im Dezember 1975 bezogen George und Kathy Lutz mit ihren drei Kindern das Haus, sie flohen jedoch 28 Tage später und erzählten, dass sie von paranormalen Phänomenen verfolgt wurden. Jay Anson ließ sich von dieser Darstellung inspirieren und machte die Horrorgeschichte berühmt. Das besagte Haus existiert bis heute, jedoch wurde es umgebaut und die Adresse geändert, um Touristen von der Einkehr abzuhalten – nachfolgende Bewohner kennen keine Phänomene und halten die Darstellung der Familie Lutz für einen finanziell einträglichen Schwindel.

## Öffentlicher Nahverkehr
Im Ort gibt es eine Station an der Linie Montauk Branch der Long Island Rail Road (LIRR), die eine Schnellbahnverbindung nach New York City ermöglicht. Von 1909 bis 1919 durchquerte die Straßenbahn Huntington–Amityville den Ort und von 1910 bis 1920 fuhr eine Linie der Straßenbahn Babylon nach Amityville. Heute wird der Ort durch mehrere Buslinien von Suffolk County Transit und Nassau Inter-County Express bedient.

## Persönlichkeiten
In Amityville hat unter anderem Al Capone gelebt. Der Gitarrist und Komponist David Torn wurde hier geboren. Der American-Football-Spieler John Niland ist in Amityville aufgewachsen. Alec Baldwin ist dort geboren und in der Nähe aufgewachsen. Der Hip-Hop Künstler Eminem benannte einen Song seines Albums „The Marshall Mathers LP“ nach dieser Stadt. Alle drei Mitglieder des Hip-Hop-Trios De La Soul (David Jude Jolicœur, Vincent Mason, Kelvin Mercer) sind in Amityville aufgewachsen und zur Schule gegangen.